# Попов, Александр Владимирович (пловец)
Алекса́ндр Влади́мирович Попо́в (род. 16 ноября 1971, Свердловск-45, Свердловская область, РСФСР, СССР) — советский и российский пловец, 4-кратный олимпийский чемпион, 6-кратный чемпион мира, 21-кратный чемпион Европы, многократный экс-рекордсмен мира и Европы, заслуженный мастер спорта СССР (1992), кавалер и почётный член Международного олимпийского комитета.
Один из доминирующих пловцов на мировом уровне в 1990-х годах. Делит с Владимиром Сальниковым рекорд среди всех советских и российских пловцов по количеству золотых олимпийских наград — по 4.

## Биография

### Ранние годы
Родился 16 ноября 1971 года в городе Свердловск-45 (ныне — Лесной). Его родители не были связаны со спортом, оба работали на заводе.
Александр начал заниматься плаванием в семилетнем возрасте в спортивном клубе «Факел». В 10 лет выиграл первые соревнования на дистанции 25 метров.

### Спортивная карьера

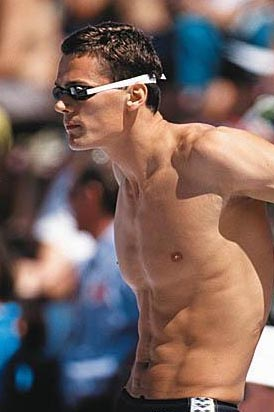

Переехав в Волгоград, Попов начал тренироваться у Анатолия Жучкова, который предложил ему плавать на спине. Александр окончил Волгоградский государственный институт физической культуры.
В 1990 году под руководством Геннадия Турецкого переквалифицировался на вольный стиль.
В 1991 году в Афинах Попов впервые принял участие в чемпионате Европы, где завоевал три золотые медали на индивидуальной дистанции 100 метров вольным стилем и в двух эстафетах. С этого момента началась беспроигрышная серия, которая продолжалась почти 7 лет. Бывший главный тренер американской сборной по плаванию Ричард Куик так говорил о нём: «Попов принадлежит к наиболее опасному для нас типу соперников. Когда он встает на стартовую тумбочку, то думает не о деньгах, которые принесет победа, а лишь о том, что через несколько минут за его спиной в честь его победы поднимут российский флаг».
На Олимпийских играх 1992 и 1996 годов выиграл 4 золотых медали на дистанциях 50 и 100 метров вольным стилем. В дальнейшем он неоднократно побеждал на чемпионатах мира и Европы.
На летних Олимпийских играх 2004 года в Афинах Александр Попов нёс флаг России. На самих Играх Попов не завоевал наград — в личных дисциплинах не сумел выйти в финал, а в двух эстафетах стал четвёртым. В декабре того же года принял решение о завершении спортивной карьеры.

### Попов на летних Олимпийских играх
Зелёным выделены участия в финальных заплывах
| Дистанция                        | 1992 | 1996 | 2000 | 2004 |
| -------------------------------- | ---- | ---- | ---- | ---- |
| 50 метров вольным стилем         | 1    | 1    | 6    | 18   |
| 100 метров вольным стилем        | 1    | 1    | 2    | 9    |
| Эстафета 4×100 м вольным стилем  | 2    | 2    | DSQ  | 4    |
| Комбинированная эстафета 4×100 м | 2    | 2    | —    | 4    |

### Нападение
24 августа 1996 года на Александра Попова было совершено покушение. По данным газеты "Спорт-Экспресс", Попов вместе с другом Леонидом провожали двух знакомых девушек до метро. Проходили мимо торговых палаток, от одной из которых от стоявших за прилавком продавцов последовала неприличная реплика в отношении девушки. Александр и Леонид вступили в перепалку. Завязалась драка, в ходе которой Леониду разбили голову, лицо и порезали руку. Александру был нанесён ножом удар в левый бок, на который он и не обратил внимание, пока не начала сочиться кровь. Также Попову был нанесён удар камнем по затылку. «КоммерсантЪ» описывает историю иначе: пока Попов со своим другом ловили машину, одна из девушек стала подбрасывать арбуз «как мячик» и уронила его. На требование продавцов заплатить за разбитый арбуз, вмешались Попов и его знакомый, после чего произошла драка, во время которой Попов получил ножевой удар.
В это время девушки сумели остановить водителя-частника, который и довёз раненого Попова до больницы. Врачи диагностировали, что нож прошёл на 17 сантиметров вглубь, задел левую почку, пробил диафрагму и порезал лёгкое. Хирург Автандил Манвелидзе сделал Александру операцию. Благодаря тренированности организма Попова осложнений не случилось.
Через день после выхода из больницы Попов крестился. Спустя некоторое время продолжил заниматься спортом. И вновь стал серебряным призёром Олимпийских игр.

### Дальнейшая деятельность
В 1996 году Попов впервые был избран членом комиссии спортсменов МОК. С 1999 года стал членом МОК как
действующий спортсмен. На Олимпийских играх в Сиднее 2000 года был избран членом МОК на 8 лет. В 2008 году на Олимпиаде в Пекине стал единственным членом комиссии спортсменов МОК, переизбранным на второй срок.
В 2016 году Попову было присвоено звание Почётного члена МОК, а в 2018 году ему вручили Олимпийский орден за особые заслуги перед олимпийским движением в рамках 133-й сессии, которая прошла в столице III летних юношеских Олимпийских игр в Буэнос-Айресе.
В 2007 году Александр Попов становится сооснователем группы компаний «Академия Александра Попова». С 2008 года компания занимается строительством спортивных объектов, поставками и монтажом оборудования бассейнов марки Myrtha Pools. Наиболее крупным проектом компании является возведение трёх временных бассейнов для проведения чемпионата мира по водным видам спорта 2015 года в Казани.
Также в 2007 году Александр Попов учреждает детско-юношеские соревнования по плаванию «Кубок Александра Попова». В 2009 году Кубок получил всероссийский статус и стал частью подготовки российских пловцов.
В 2018 году Александр Попов решает провести 11-й Кубок в новом формате — международные детские игры на призы олимпийских чемпионов Александра Карелина, Александра Легкова, Игоря Лаврова, Светланы Ромашиной и Дарьи Шкурихиной. Игры прошли в Казани и объединили соревнования по 6 видам спорта: плавание, синхронное плавание, греко-римская борьба, лыжные гонки, гандбол и художественная гимнастика. В Играх приняло участие около 1500 юных спортсменов из 60 регионов России и 5 стран. Это первые детские соревнования, которые транслировались в прямом эфире телевидения
.

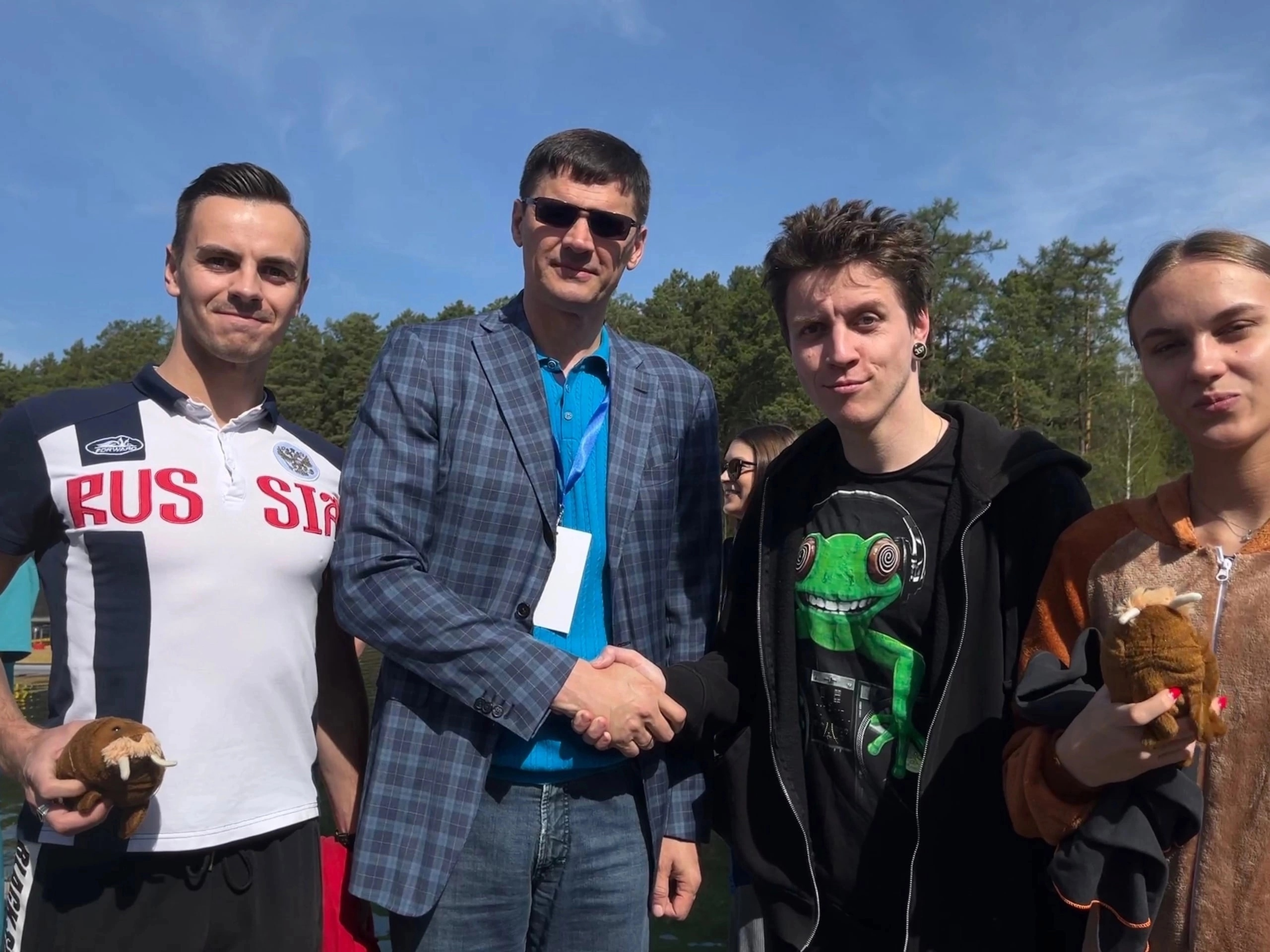
Александр Попов на Кубке России по зимнему плаванию. Фото сделано 6 мая 2023 года в городе Миасс.

В 2022 году посетил международные соревнования "KARELIA 2022"  по зимнему плаванию в качестве почетного гостя.
В 2023 году принял участие в церемонии открытия и церемонии награждения победителей Кубка России по зимнему плаванию в г. Миасс.

### Общественная деятельность
- Почетный член Международного олимпийского комитета (член МОК с 1999 года), член Комиссии спортсменов МОК.
- Член Совета при Президенте Российской Федерации по физической культуре и спорту.
- Член Высшего совета Всероссийского добровольного общества «Спортивная Россия».
- Председатель Общественной организации «Российское физкультурно-спортивное общество „Локомотив“» (до 2009 года).
- Член Общественного Совета при Министерстве спорта РФ (2013—2018): заместитель Председателя (2013—2015)[21], Председатель (2015—2018)[22].
- Член наблюдательного совета Всероссийской федерации плавания (с 2017)[23].
- Член Исполкома Олимпийского комитета России.
- Являлся одним из двух кандидатов на пост Президента Олимпийского комитета России на выборах в мае 2018 года.

### Семья
Женат на Дарье Поповой (Шмелевой), участнице Олимпийских игр (1992, 1996, плавание). У них трое детей: сыновья Владимир и Антон и дочь Мия.

## Награды и звания
- Заслуженный мастер спорта СССР (1992)
- Лучший спортсмен России (1996)
- Орден «За заслуги перед Отечеством» III степени (1996)[25]
- Обладатель Приза Международной любительской федерации плавания (FINA) за выдающиеся достижения в плавании (1996)
- Орден Дружбы (2002)[26]
- Олимпийский орден за особые заслуги перед олимпийским движением Международного олимпийского комитета (2018)

## В кино
История Александра была показана в фильме «Чемпионы: Быстрее. Выше. Сильнее». Роль Александра Попова сыграл актёр Евгений Пронин.